# Ana Iulia Dascăl
Ana-Iulia Dascăl (ur. 12 września 2002 roku) – rumuńska pływaczka, uczestniczka igrzysk olimpijskich w Rio de Janeiro. 

## Osiągnięcia
Była uczestniczką Olimpijskiego festiwalu młodzieży Europy w 2017 roku. Na dystansie 100 metrów stylem dowolnym w finale uzyskała czas 56,63 i została brązową medalistką tej imprezy.

## Igrzyska olimpijskie
Wzięła udział w wyścigu pływackim na dystansie 100 metrów stylem dowolnym na igrzyskach w 2016 roku. W eliminacjach zajęła 36. miejsce, uzyskując czas 58,72. 